# Paso doble (romanzo)
Paso doble è un romanzo di Giuseppe Culicchia del 1995.
Questo romanzo è l'ideale continuazione del precedente, Tutti giù per terra, che si conclude col protagonista Walter che diventa commesso in una libreria.

## Trama
Il giovane Walter viene assunto in una videoteca: spera di fare orario pomeridiano, ma presto alle videocassette si affianca un'edicola che lo costringe ad alzarsi all'alba per andare al lavoro.
Nella videoedicola convive con Super Mario e Iper Paolo, due aspiranti modelli, con Egidio, leghista complessato che è stato violentato dai precedenti datori di lavoro, e con il direttore Arnaldo Arnoldi detto Arnaldarnoldo, fissato con i problemi di budget.
Dopo qualche avventura con commesse dei negozi vicini, Walter conosce Tatjana, segretaria al Goethe Institut, vegetariana e maniaca del nudismo, con la quale convive per qualche tempo nel povero alloggio che ha affittato fuori città, finché lei parte per insegnare tedesco a Oulu, nel Nord della Finlandia.
Passano circa quattro anni di monotona esistenza, di lavoro sottopagato che lo costringe a risparmiare su tutto, di convivenza con l'insopportabile Arnaldarnoldo, di clienti incontentabili dalle esigenze impossibili, durante i quali Walter vede a poco a poco svanire il suo sogno giovanile di una vita libera dalle abitudini a cui quasi tutti soccombono.
Walter per le vacanze di un fine anno si prende qualche giorno di ferie e va in treno a Oulu. Tatjana lo riceve nel mezzo di una festa affollata di nudisti; Walter deluso se ne va subito senza nemmeno salutarla, e dopo avere vagato per l'Europa qualche giorno torna al lavoro.
Si aspetta di essere licenziato per essere partito senza avvertire, invece in sua assenza il direttore ha causato un incidente: la catena di videoteche lo ha cacciato e, per non danneggiare la propria immagine, cerca un sostituto interno. La scelta cade proprio su Walter, considerato il meno inadatto.
Col nuovo stipendio, nel giro di poco tempo la vita di Walter si trasforma: comincia a concedersi lussi di ogni tipo e a condurre una vita come quella di Arnaldarnoldo. Quando si presenta in videoteca un ragazzo in cerca di assunzione, lo accoglie con le stesse esatte parole che Arnaldarnoldo aveva usato con lui qualche anno prima.

## Edizioni
- Giuseppe Culicchia, Paso Doble, collana gli elefanti, Garzanti, 1998,  p. 148, ISBN 978-88-11-66845-9.